# Keresztelőkút

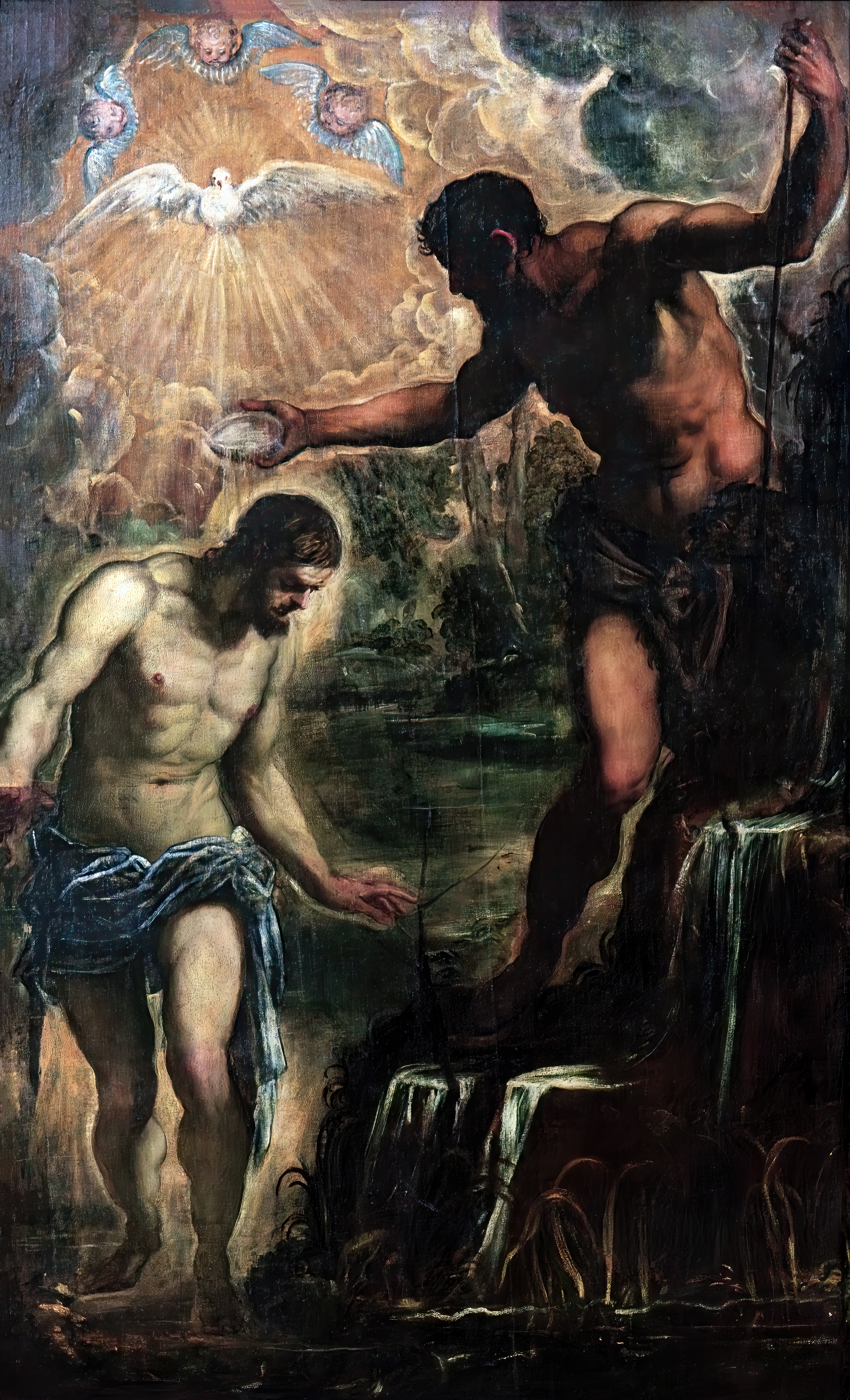
Jacopo Tintoretto: Krisztus megkeresztelése

A keresztelőkút (keresztkút, latinul: fons baptismalis) a középkor óta a keresztény liturgia lényeges eleme, a keresztelés színhelye és egyúttal eszköze, egyes templomokban egyben a szenteltvíz őrzésének helye. Magyar elnevezése a latinhoz hasonlóan az élő vízre utal. (Ezzel szemben például a német Taufstein, azaz 'keresztelőkő' a sziklából fakasztott vízre.)

## Története
A keresztelőkút őse az alámerítkezéses kereszteléshez használt keresztelőmedence volt. A keresztelés helye nagyjából a 4. századig a nagy templomok mellé, külön épített keresztelőkápolna (baptisztérium, baptisterium) a keresztelőmedencét abban süllyesztették a földbe. Az 5. századtól a keresztelőkápolnákat belefoglaltak a templomba. A nagy keresztelőmedence az alámerítés megszűntével fölöslegessé vált, és helyette állították föl a keresztelőkutakat.
Borromei Szent Károly 1577-ben, a templomi felszerelésekről szóló könyvében azt írja az átmeneti korról, hogy a keresztelőmedence egy, a padló szintje alatt legalább három lépcsőfokkal kiképzett mélyedés volt, és ennek közepén állt a keresztelőkút, amiben a gyermekek megkeresztelésére szentelt vizet őrizték.

## Anyaga, kiképzése
A keresztelőkutakat bronzból öntötték vagy kőből (előszeretettel: márványból) faragták. Szerkezete (talpazat, szár, kupa) a kehelyét követi, és rendszerint fedele is van. Formája a román korban oszlopon álló félgömb, a gótikában edénye (a „medence”) sokszögű vagy liliom, olykor fordított harang alakú.
Rendszerint Jézus keresztségének és újjászületésének motívumai, továbbá a keresztelés jelképei (élő víz, újjászületés, kenet) díszítik.

## Liturgikus és szimbolikus jelentősége

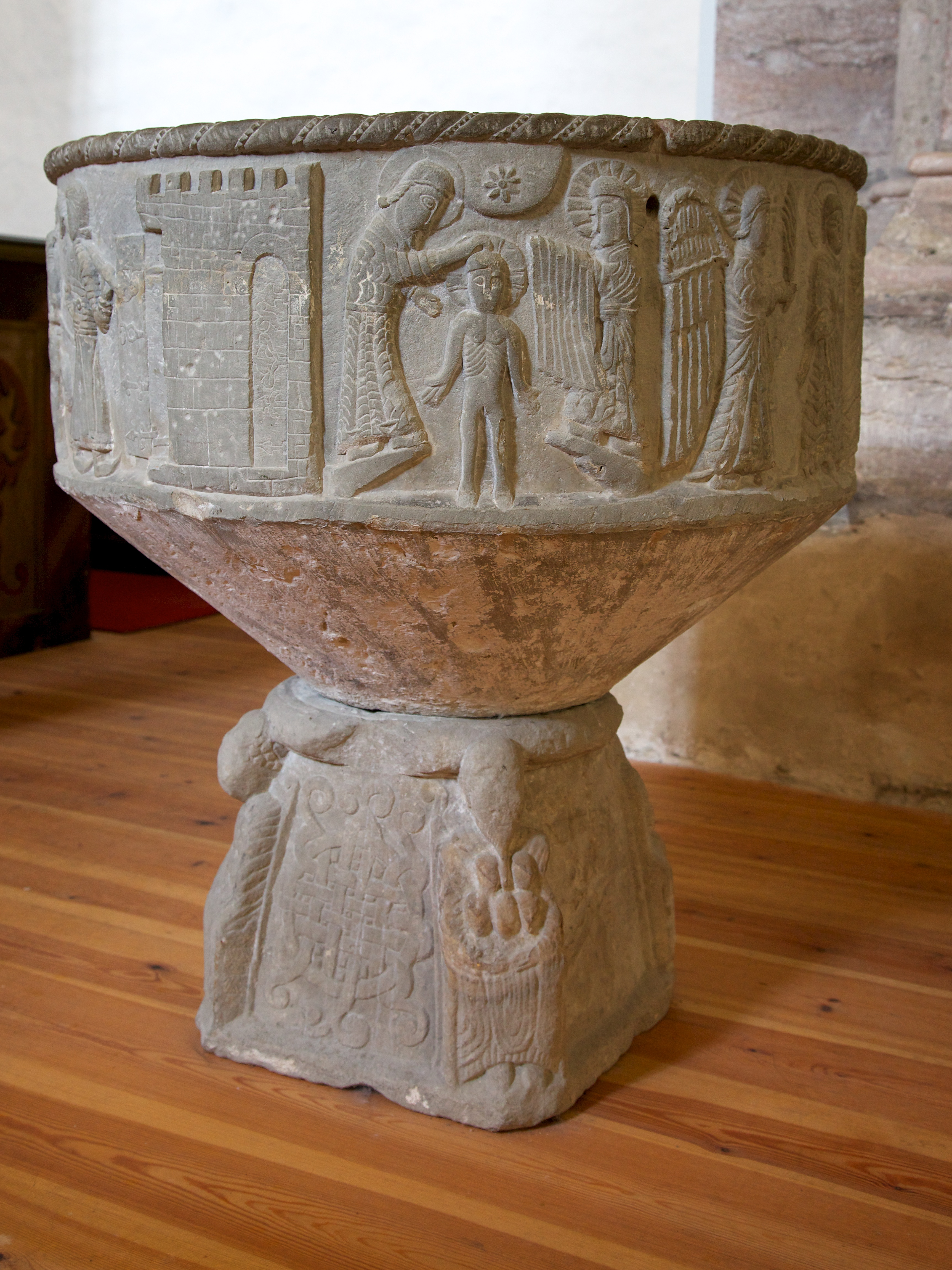
Román stílusú keresztelőkút

A keresztelőkút (Nagy Konstantin megkeresztelése miatt) Szent Szilveszter pápa attribútuma. 
A hatályos római katolikus egyházjog szerint Isten népének összegyűjtése a keresztséggel kezdődik, ezért minden plébániatemplomban kell lennie keresztelőkútnak, és a helyi ordinárius a plébános meghallgatása után a hívek kényelmére engedélyezheti vagy előírhatja, hogy más templomban vagy kápolnában is állítsanak ilyet. Rendes keresztelés csak az ilyen templomokban kérhető és végezhető. A keresztelőkút a szenteltvíztartóval együtt a keresztségi fogadalomra emlékeztet.
Keresztelőkút a legtöbb protestáns templomban is található.

## Művészettörténeti jelentősége
Számos keresztelőkút a bronzművesség kiváló emléke. A 14–16. században szerte Európában híresek voltak a szepességi és erdélyi műhelyek; közülük a legjelentősebbet a Kolozsvári testvérek vezették. Gyakran látható a keresztelés ábrázolásain.